# Pedro Páramo
Pedro Páramo est un roman de l'auteur mexicain Juan Rulfo publié en 1955.

## Synopsis
Juan Preciado promet à sa mère sur son lit de mort qu'il ira à Comala réclamer de son père Pedro Páramo ce qui lui revient. Sur le chemin de Comala, il rencontre Abundio, un muletier, qui lui révèle être lui aussi un fils de Pedro Páramo, ce qui déconcerte le personnage principal. Juan découvre un village désert à l'atmosphère sinistre. Par la suite, Juan Preciado fera de nombreuses rencontres qui lui feront apprendre aussi de multiples choses sur son père.
Le roman raconte également l'histoire de Pedro Páramo, sous forme fragmentaire et sans suivre l'ordre chronologique.

## Analyse
Le roman se rattache au réalisme magique en ce que des personnages morts réapparaissent de manière à la fois brutale et familière tout au long du récit, ce que Juan ne comprendra que progressivement.
Pedro Páramo est aussi une critique du caciquisme, incarné par le personnage éponyme, dont le nom (Pedro, "pierre" ; páramo : "terre stérile" en espagnol) renvoie à la dureté. Le père du héros ne fait qu'apporter la mort autour de lui et dans le village de Comala.

## Réception
Bien que le roman de Rulfo ait la réputation d'avoir été accueilli dans l'incompréhension, un compte-rendu très favorable est paru dans El Universal en avril 1955 à Mexico, qui le présente comme une nouvelle. En novembre de la même année, Carlos Fuentes fait paraître une critique élogieuse du livre pour la revue française L'Esprit des Lettres.
Jorge Luis Borges a déclaré que « Páramo est un des meilleurs romans des littératures de langue hispanique, et même de la littérature. » Álvaro Mutis aurait dit au jeune García Marquez : « Tenez, lisez-le pour apprendre. » Tahar Ben Jelloun, quant à lui, considère « Pedro Páramo (comme) un livre "amulette". Une espèce d'objet magique, car Juan Rulfo a tout dit en si peu de pages. Je me suis trouvé très rarement face à une telle densité. » La bibliothèque idéale[Laquelle ?] le classe parmi les dix œuvres majeures de la littérature latino-américaine.
En 2005, Sylvie Germain publie Magnus, un livre en partie inspiré de Pedro Páramo, qu'elle cite dans son roman, lauréat du Prix Goncourt des lycéens 2005.

## Adaptation cinématographique
- 1967 : Pedro Páramo, film mexicain réalisé par Carlos Velo, avec John Gavin dans le rôle-titre. Le film est sélectionné en compétition officielle au Festival de Cannes 1967.
- 2024 : Pedro Páramo, film mexicain réalisé par Rodrigo Prieto, avec Manuel Garcia-Rulfo dans le rôle-titre et Tenoch Huerta Mejía dans celui de Juan Preciado.

### Traductions
- Pedro Páramo (trad. Roger Lescot), Gallimard, 1959Nouvelle traduction en 2005 par Gabriel Iaculli, Gallimard, coll. « Folio », 192 p.

### Études
- Juan Rulfo et Claude Fell (dir.), Toda La Obra, Editorial Universidad de Costa Rica, 1996, 1044 p. (ISBN 84-89666-16-4).
- Pol Popovic Karic (dir.) et Fidel Chávez Pérez (dir.), Juan Rulfo : Perspectivas críticas, Siglo XXI, 2007, 260 p. (ISBN 978-968-23-2707-0 et 968-23-2707-5, lire en ligne).